# C.A.羅塞蒂鄉 (布澤烏縣)

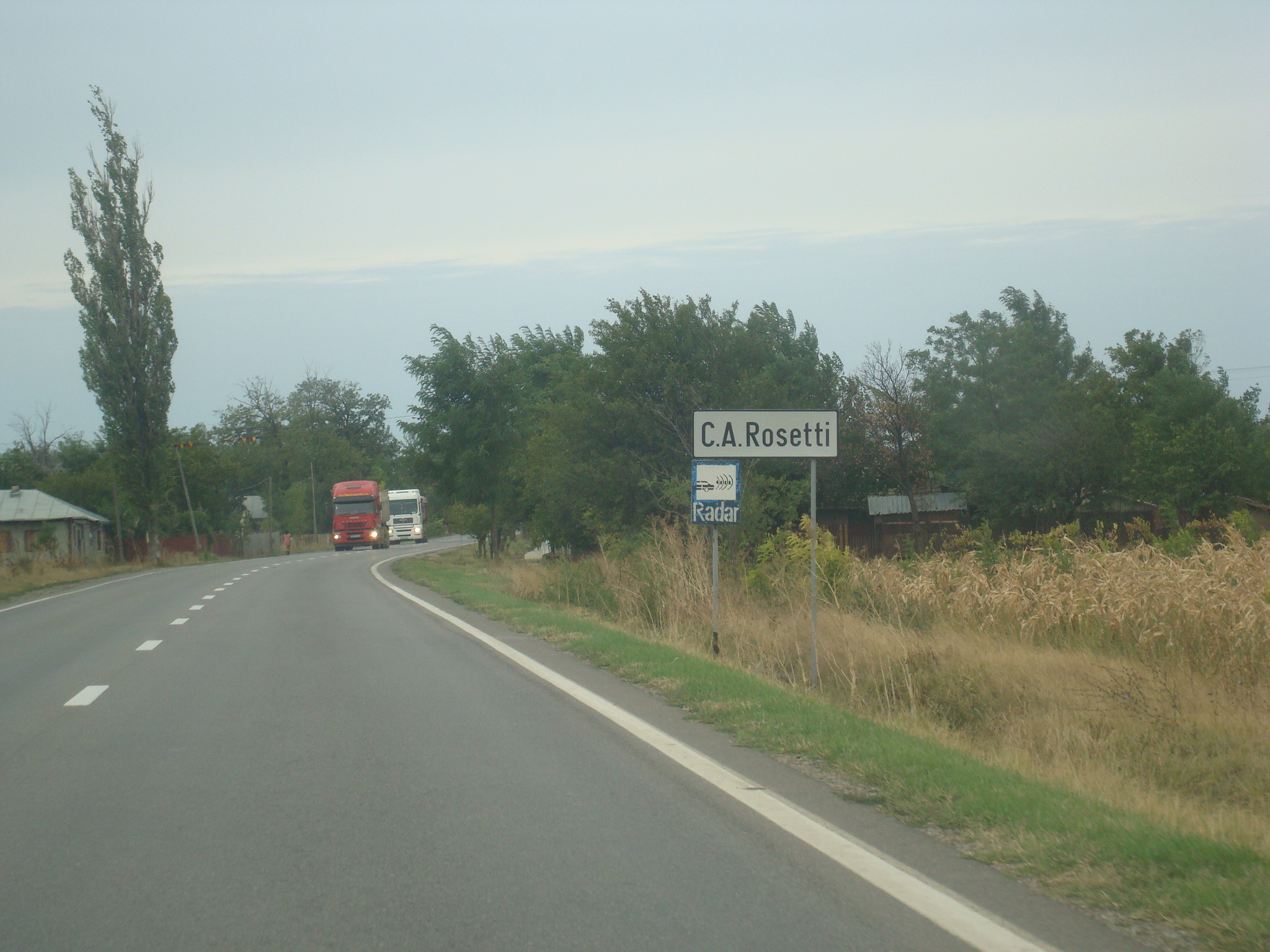

C.A.羅塞蒂鄉（羅馬尼亞語：Comuna C.A. Rosetti, Buzău），是羅馬尼亞的鄉份，位於該國東南部，由布澤烏縣負責管轄，面積11,141平方公里，海拔高度48米，2007年人口3,962，人口密度每平方公里0.4人。